# Guarzines
Guarzines (em persa médio: w'lcn; romaniz.: *Wārzan; em parta: w'rzn, *Wārzan; em grego clássico: Γουαρζιν(ης), Gouarzin(es)) foi um oficial sassânida do século III, ativo durante o reinado do xá Sapor I (r. 240–270). É conhecido apenas a partir da inscrição Feitos do Divino Sapor segundo a qual era sátrapa (governador) de Gadas (Ispaã). Faz parte de um grupo de sete governadores só conhecidos a partir dessa inscrição, mas a julgar que está entre os dignitários da corte de Sapor, devia ter posição elevada. Essa ideia é reforçada por receber sacrifícios ordenados pelo rei. Na lista aparece em terceiro entre os sátrapas e em trigésimo primeiro entre os dignitários.